# Bogolin
Bogolin (în bulgară Боголин) este un sat în Obștina Satovcea, Regiunea Blagoevgrad, Bulgaria.

## Demografie
Componența etnică a satului Bogolin
     Bulgari (21,29%)
     Turci (1,43%)
     Nicio identificare (77,27%)
     Altele (0%)
La recensământul din 2011, populația satului Bogolin era de 418 locuitori. Nu există o etnie majoritară, locuitorii fiind bulgari (21,29%) și turci (1,43%). Pentru 77,27% din locuitori nu este cunoscută apartenența etnică.